# Ljubno ob Savinji
Ljubno ob Savinji är en stad i kommunen Ljubno vid Savinjafloden i Slovenien. Invånarna uppgick 2012 till 1 094 i antalet. Historiskt sett har staden tillhört Steirmark, och numera ingår den i Savinja statistiska region. Skidhoppanläggningen Logarska Dolina ligger i Ljubno ob Savinji.

### Fotnoter
1. ↑  ”Ljubno ob Savinji”. Place Names. Statistical Office of the Republic of Slovenia. http://www.stat.si/eng/KrajevnaImena/default.asp?txtIme=LJUBNO%20OB%20SAVINJI&selNacin=kjerkoli&selTip=naselja&ID=2399. Läst 2 augusti 2012.